# Franska Polynesiens flagga
Franska Polynesiens flagga infördes år 23 november 1984 i Franska Polynesien av Franska Polynesiens parlament. Den röda och vita färgen har den fått från gamla historiska flaggor för kungadömet Tahiti.